# Pattinaggio su strada ai Giochi mondiali 2022
Le competizioni di pattinaggio su strada ai Giochi mondiali 2022 si sono svolte il 10 e 11 luglio 2022 al Powell Steam Plant di Birmingham in Alabama, negli Stati Uniti d'America. L'evento era originariamente stato calendarizzato nel luglio 2021, ma i Giochi mondiali sono stati riprogrammati per l'anno successivo a seguito del rinvio dei Giochi olimpici estivi di Tokyo 2020, dovuto all'insorgere dell'emergenza sanitaria causata dalla pandemia di COVID-19.

## Podi

### Uomini
| Specialità                         | Oro                    | Prestazione            | Argento                   | Prestazione               | Bronzo                  | Prestazione           |
| 100 m (dettagli)                   | Jorge Martínez Messico | Jorge Martínez Messico | Kuo Li-yang Taipei cinese | Kuo Li-yang Taipei cinese | Duccio Marsili Italia   | Duccio Marsili Italia |
| 1 giro (dettagli)                  | Duccio Marsili Italia  | 1:03.75                | Yvan Sivilier Francia     | 1:04.97                   | Simon Albrecht Germania | 1:05.57               |
| 10,000 m punti (dettagli)          | Bart Swings Belgio     | 27 pts                 | Daniel Zapata Colombia    | 8 pts                     | Mike Páez Messico       | 2 pts                 |
| 15,000 m a eliminazione (dettagli) | Bart Swings Belgio     | 25:43.092              | Martin Ferrié Francia     | 26:28.464                 | Patxi Peula Spagna      | 26:30.817             |

### Donne
| Specialità                         | Oro                     | Prestazione           | Argento                     | Prestazione                 | Bronzo                      | Prestazione        |
| 100 m (dettagli)                   | Geiny Pájaro Colombia   | Geiny Pájaro Colombia | Chen Ying-chu Taipei cinese | Chen Ying-chu Taipei cinese | Asja Varani Italia          | Asja Varani Italia |
| 1 giro (dettagli)                  | Nerea Langa Spagna      | 1:09.28               | Mathilde Pédronno Francia   | 1:09.95                     | Chen Ying-chu Taipei cinese | 1:12.29            |
| 10,000 m punti (dettagli)          | Gabriela Vargas Ecuador | 12 pts                | Johana Viveros Colombia     | 10 pts                      | Marine Lefeuvre Francia     | 8 pts              |
| 15,000 m a eliminazione (dettagli) | Johana Viveros Colombia | 29:32.728             | Valentina Letelier Messico  | 29:33.173                   | Marine Lefeuvre Francia     | 29:33.895          |

## Medagliere
| Posiz. | Nazione       | Oro | Argento | Bronzo | Totale |
| ------ | ------------- | --- | ------- | ------ | ------ |
| 1      | Colombia      | 2   | 2       | 0      | 4      |
| 2      | Belgio        | 2   | 0       | 0      | 2      |
| 3      | Messico       | 1   | 1       | 1      | 3      |
| 4      | Italia        | 1   | 0       | 2      | 3      |
| 5      | Spagna        | 1   | 0       | 1      | 2      |
| 6      | Ecuador       | 1   | 0       | 0      | 1      |
| 7      | Francia       | 0   | 3       | 2      | 5      |
| 8      | Taipei cinese | 0   | 2       | 1      | 3      |
| 9      | Germania      | 0   | 0       | 1      | 1      |
| Totale | Totale        | 8   | 8       | 8      | 24     |